# High Tension
《High Tension》（日語：ハイテンション）是日本女子組合AKB48的第46張單曲，在2016年11月16日由國王唱片發行。同名標題曲的center是島崎遙香，這也是島崎2016年底從AKB48畢業前的最後一支單曲。

## 简介
本张单曲与上作《LOVE TRIP/分享幸福》相隔3个月发行，是组合2016年的第四张单曲作品。
单曲在2016年10月10日举办的AKB48家族猜拳大会2016上首次表演。而在2016年10月31日播出的《万圣音乐节2016》（TBS）中，组合完成了这张单曲的电视首秀。

## 封面写真
单曲各版本的登场成员如下表所示。通常盤的五张封面并排连接可构成一张连续的长图。
| 初回限定盤 Type A | 《High Tension》选拔成员22人                                 |
| 通常盤 Type A     | 島崎遥香                                                     |
| Type B            | 指原莉乃、高橋朱里、中井莉加、松岡花、山本彩                 |
| Type C            | 柏木由紀、木崎由里亚、兒玉遥、込山榛香、渡边麻友             |
| Type D            | 岡田奈奈、川本紗矢、小嶋陽菜、松井珠理奈、横山由依           |
| Type E            | 入山杏奈、小栗有以、加藤玲奈、小嶋真子、宮脇咲良、向井地美音 |
| 劇場盤            | 島崎遥香                                                     |

## 版本与收录歌曲
如同AKB48单曲一向的发行惯例，此张单曲唱片也是采取一作多版本的方式发行，共计发行了Type A、Type B、Type C、Type D、Type E与剧场版共四六个收录曲目不全部相同的版本。其中，除剧场版之外其他的五个版本还分别发行了只在上市初期发行的初回限定版，与之后会持续发行的通常版两个附赠商品与封面照片不同的版本，因此总计有11个内容物不相同的发行版本。另外，在本张单曲中还附赠了「AKB48 重温时间 最佳曲目100 2017」的投票券。

### Type-A
CD
1. 《High Tension》
2. 《壓抑不了的衝動》（抑えきれない衝動） - Waiting Circle
3. 《快樂結局》（ハッピーエンド） - Renatchies
4. 《High Tension》純配樂版
5. 《壓抑不了的衝動》純配樂版
6. 《快樂結局》純配樂版

DVD
1. 《High Tension》MV
2. 《壓抑不了的衝動》MV
3. 《快樂結局》MV

### Type-B
CD
1. 《High Tension》
2. 《壓抑不了的衝動》 - Waiting Circle
3. 《Better》
4. 《High Tension》純配樂版
5. 《壓抑不了的衝動》純配樂版
6. 《Better》純配樂版

DVD
1. 《High Tension》MV
2. 《壓抑不了的衝動》MV
3. 《Better》MV

### Type-C
CD
1. 《High Tension》
2. 《壓抑不了的衝動》 - Waiting Circle
3. 《將星空獻給你》（星空を君に） - Team 8 EAST
4. 《High Tension》純配樂版
5. 《壓抑不了的衝動》純配樂版
6. 《將星空獻給你》純配樂版

DVD
1. 《High Tension》MV
2. 《壓抑不了的衝動》MV
3. 《將星空獻給你》MV

### Type-D
CD
1. 《High Tension》
2. 《壓抑不了的衝動》 - Waiting Circle
3. 《思春期的肾上腺素》（思春期のアドレナリン） - Team 8 WEST
4. 《High Tension》純配樂版
5. 《壓抑不了的衝動》純配樂版
6. 《思春期的肾上腺素》純配樂版

DVD
1. 《High Tension》MV
2. 《壓抑不了的衝動》MV
3. 《思春期的肾上腺素》MV

### Type-E
CD
1. 《High Tension》
2. 《壓抑不了的衝動》 - Waiting Circle
3. 《清純疲勞》（清純タイアド） - 小瓢蟲Chu!
4. 《High Tension》純配樂版
5. 《壓抑不了的衝動》純配樂版
6. 《清纯Tired》純配樂版

DVD
1. 《High Tension》MV
2. 《壓抑不了的衝動》MV
3. 《清纯Tired》MV

### 劇場盤
1. 《High Tension》
2. 《壓抑不了的衝動》 - Waiting Circle
3. 《又考虑了你的事情》（また あなたのことを考えてた） - Team Vocal
4. 《High Tension》純配樂版
5. 《壓抑不了的衝動》純配樂版
6. 《又考虑了你的事情》純配樂版

## 歌曲与参与成员
以下各曲的参与成员名单，皆以各成员在单曲发行时点的分队为准。

### High Tension
歌曲风格与center岛崎遥香给人“盐对应”的印象相反，是一首情绪高涨的歌曲。歌曲由白石纱澄李作曲、佐佐木裕编曲。歌曲被用作日本电视台连续剧《陪酒须加学园》主題歌。由松山茂雄导演的歌曲的MV的主题是“Paruru魔术”。MV讲述了某天、島崎遥香在听新歌样带时无意打了个响指，发现周围的灯突然被点亮、，意识到自己拥有了不思议力量的岛崎开始了“日本总High Tension计划”的故事。随着岛崎的响指，成员和其他演员也开始舞动。MV中，记者田原總一朗、演员遠藤憲一、模仿鈴木一朗的艺人今村健太、类人机器人Pepper等参与了演出。歌曲的演唱成员名单见下：
- Team A：入山杏奈（10）、小嶋陽菜（45）、島崎遥香（19）、横山由依（24）
- Team K：向井地美音（6）
- Team B：柏木由紀（兼任NGT48 Team NIII、37）、加藤玲奈（9）、木崎由里亚（10）、渡边麻友（39）
- Team 4：岡田奈奈（5）、川本紗矢（4）、小嶋真子（7）、込山榛香（初）、高橋朱里（7）
- Team 8：小栗有以（初）
- SKE48 Team S：松井珠理奈（34）
- NMB48 Team N：山本彩（21）
- HKT48 Team H：兒玉遥（兼任AKB48 Team K、8）、指原莉乃（29）
- HKT48 Team KIV：宮脇咲良（兼任AKB48 Team A、13）
- HKT48 Team TII：松岡花（初）
- NGT48 Team NIII：中井莉加（初）

名单中而括号内的数字则代表该名成员进入选拔名单的次数。
单曲的選抜成员是在2016年9月15日于横滨体育馆与神奈川县民Hall同时举办的演唱会《AKB48家族同时举办演唱会in横滨》中公布的。選抜人数与上张作品相比增加了6人，达到22人。小栗有以、込山榛香、中井莉加（（中井りか），NGT48）、松岡花（（松岡はな），HKT48）初次进入选拔。入山杏奈、加藤玲奈、川本紗矢、木崎由里亚（木﨑ゆりあ）、小嶋真子则是自《不需要翅膀》之后相隔两张作品再次进入选拔。上张单曲的选拔成员北原里英、須田亚香里、武藤十夢则没有进入这次的选拔。
将于2016年12月31日毕业离团的島崎遥香是自一年半之前发行的《我们不战斗》以来再次担任单曲center位置。

### 壓抑不了的衝動
收录在所有版本的《壓抑不了的衝動》由小分队“Waiting Circle”演唱，歌曲由aokado作曲并编曲。由土屋隆俊导演的MV中的center是福岡聖菜，以下是本曲的详细演唱名单：
- Team A：谷口惠（谷口めぐ）、樋渡結依
- Team K：武藤十夢
- Team B：大島涼花、後藤萌咲、福岡聖菜
- Team 4：村山彩希
- Team 8：山田菜菜美（兼任Team A）、坂口渚沙（兼任Team B）、倉野尾成美
- 研究生：久保怜音、高橋希良

久保怜音及高橋希良是首次参加单曲唱片的录制以及MV的拍摄

### 快樂結局
收录在Type-A的《快樂結局》由第二届加藤玲奈选拔以及加藤玲奈本人组成的“Renatchies”演唱，歌曲由外山大輔作曲并由野中MASA雄一编曲。由大野敏嗣导演的MV中的center是获得第一名的小栗有以，以下是本曲的详细演唱名单：
- Team A：小嶋菜月（第9名）
- Team K：田野優花（第3名）、向井地美音（第4名）、茂木忍（第8名）
- Team B：大島涼花（第12名）、加藤玲奈（举办者）、木崎由里亚（第10名）
- Team 4：岡田彩花（第14名）
- Team 8：小栗有以（第1名）、長久玲奈（第7名）
- SKE48 Team KII：高木由麻奈（第13名）
- SKE48 Team E：佐藤堇（（佐藤すみれ）、第6名）
- NMB48 Team BII：市川美織（第2名）
- HKT48 Team H：田中菜津美（第16名）
- HKT48 Team TII：松岡花（第5名）
- NGT48 Team NIII：中井莉加（第15名）、山口真帆（第11名）

### Better
收录在Type-B的《Better》是島崎遥香的毕业歌曲，由AKB48的部分9期生演唱，歌曲由外山大輔作曲并编曲。以下是本曲的详细演唱名单：
- Team A：島崎遥香、中村麻里子、横山由依
- Team K：島田晴香
- Team B：竹内美宥
- SKE48 Team S：山内鈴蘭
- SKE48 Team KII：大場美奈
- AKB48毕业成员：永尾玛利亚（永尾まりや）

### 將星空獻給你
收录在Type-C的《將星空獻給你》由东日本出身的Team 8成员演唱，歌曲由井上义正作曲并编曲。MV中的center是小栗有以和坂口渚沙，以下是本曲的详细演唱名单：
- Team 8：坂口渚沙（兼任Team B）、横山結衣、谷川聖、佐藤七海、早坂䌷（早坂つむぎ）、佐藤朱、舞木香純、岡部麟、本田仁美、清水麻璃亚、髙橋彩音、吉川七瀬、小栗有以、小田绘里奈（小田えりな）、佐藤栞、左伴彩佳、歌田初夏、横道侑里、服部有菜、野田陽菜乃、橋本陽菜、長久玲奈

### 思春期的肾上腺素
收录在Type-D的《思春期的肾上腺素》由西日本出身的Team 8成员演唱，歌曲由chalaza作曲并由野中MASA雄一编曲。由中村太洸导演的MV中的center是倉野尾成美，以下是本曲的详细演唱名单：
- Team 8：永野芹佳、太田奈緒、山田菜菜美（兼任Team A）、山本瑠香、大西桃香、濵咲友菜、中野郁海（兼任Team K）、阿部芽唯、人見古都音、谷優里、下尾美羽（下尾みう）、濵松里緒菜、行天優莉奈、高岡薫、广濑夏树（廣瀬なつき）、吉田華恋、福地礼奈、寺田美咲、倉野尾成美、吉野未優、谷口萌香（谷口もか）、下青木香鈴、宮里莉羅

### 清純疲勞
收录在Type-E的《清純疲勞》由小分队小瓢虫Chu!演唱，歌曲由瀬名俊介作曲并由APAZZI编曲。MV中的center是小嶋真子，以下是本曲的详细演唱名单：
- Team 4：岡田奈奈、小嶋真子、西野未姫
- SKE48 Team S：北川綾巴（兼任AKB48 Team 4）
- NMB48 Team BII：渋谷凪咲（兼任AKB48 Team 4）
- HKT48 Team H：田島芽瑠
- HKT48 Team KIV：朝長美桜（兼任AKB48 Team 4）

### 又考虑了你的事情
收录在剧场盘的《又考虑了你的事情》由小分队“Team Vocal”演唱，歌曲由山本加津彦作曲并由若田部誠编曲。Center是峯岸南，以下是本曲的详细演唱名单：
- Team A：宮崎美穂
- Team K：田野優花、峯岸南（峯岸みなみ）
- Team 8：小田绘里奈
- SKE48 Team S：東李苑、山内鈴蘭
- SKE48 Team KII：高柳明音、古畑奈和
- NMB48 Team N：明石奈津子
- NMB48 Team M：白間美瑠（兼任AKB48 Team A）
- HKT48 Team TII：坂本愛玲菜